# Gerasim Zelić
Gerasim Zelić (serbisch-kyrillisch Герасим Зелић; * 11. Juni 1752 in Žegar, Bukovica, Habsburger Reich (heute Obrovac, Kroatien); † 26. März 1828 in Buda, Ungarn) war ein serbisch-orthodoxer Geistlicher, Diplomat und Schriftsteller, der auch Verfasser eines umfangreichen Memoirenwerkes ist.

## Leben
Gerasim Zelić wurde 1752 geboren. Er war Archimandrit des serbisch-orthodoxen Klosters Krupa, dem Zentrum der Orthodoxie in Dalmatien. Von 1794 bis 1811 bekleidete Zelić das Amt des Generalvikars der Serben in Dalmatien und war damit einer der Hauptakteure der Ereignisse im Zusammenhang mit der konfessionellen Kontroverse, die die Region zu dieser Zeit aufwühlte. Einen großen Teil seines Lebens widmete er seinen Reisen nach Russland, Konstantinopel, Italien, Frankreich und Österreich sowie wichtigen Persönlichkeiten seiner Zeit, die er persönlich kannte – Katharina die Große, Joseph II., Napoleon. 
Seine Autobiografie wurde 1823 unter dem Titel Žitije in Buda veröffentlicht, mit dem doppelten Ziel, ein Zeugnis über das Leben der Serben in Dalmatien zu hinterlassen und sich gegen die Anschuldigungen und Gerüchte zu verteidigen, mit denen er sein ganzes Leben lang gekämpft hatte. Sie macht ihn auch zu einem der Protagonisten einer für die Entstehung der neuen serbischen Literatur entscheidenden Zeit. Dositej Obradovićs Život i priključenija  (1783, dt. Leben und Abenteuer) gilt allgemein als symbolischer Vorbote der modernen serbischen Literatur, ein Text, der viele spätere Schriftsteller beeinflusste, darunter Gerasim Zelić.

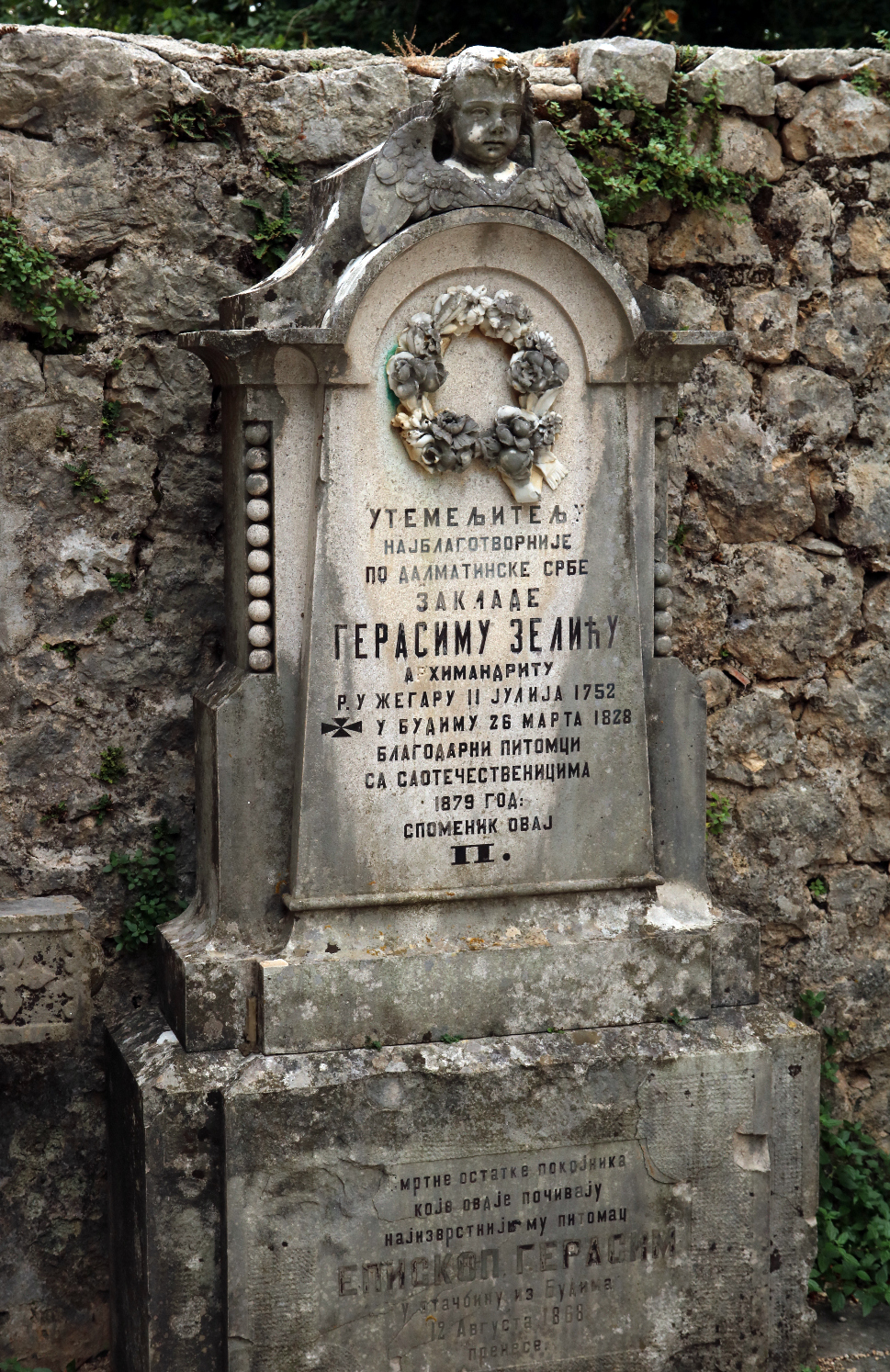
Grab von Gerasim Zelić im Kloster Krupa (1879 errichtetes Denkmal)

Gerasim Zelić ist im Kloster Krupa begraben. Das Denkmal wurde 1879 errichtet.
Im Jahr 2016 fand in Padua die Veranstaltung Gerasim Zelić e il suo tempo („Gerasim Zelić und seine Zeit“)  statt.